# Глаголін Олексій Борисович
Олексі́й Бори́сович Глаго́лін (Глаголін-Гусєв) (* 1901—1981) — український актор та режисер, професор Харківського інституту мистецтв, педагог.

## Життєпис
Син Бориса Глаголіна.
З 1923 навчався в Державних експериментальних театральних майстернях (Московська театральна школа ім. В. Мейєрхольда), 1927 року закінчив акторський факультет. Виступав в спектаклях Театру Революції.
Викладав у Харківському театральному технікумі, працював в Харківському театрі російської драми. 23 серпня 1949 року відбувається відкриття нового обласного театру в Харкові, головним режисером призначений Олексій Глаголін, директором — П.Селецький, до 1957 року був режисером театру ім. Т. Г. Шевченка.
З 1957 по 1964 рік — режисер академічного російського драматичного театру ім. О. С. Пушкіна.
З 1964 по 1973 рік очолював кафедру режисури драматичного театру Харківського національного університету мистецтв. З 1976 по 1984 рік — професор-консультант.
Виконував ролі у виставах -«Підступність і кохання».
Здійснював постановки — «Легенда про любов», Ліззі Маккей.
Серед його учнів — заслужений артист України, актор Вінницького академічного театру ім. Садовського Володимир Постніков, заслужені артистки України Климчук Елеонора Гаврилівна, Леснікова Олександра Петрівна, народна артистка України Бойко Лариса Терентіївна.

## Вистави
- «Вовки та вівці» О. Островського (1947)
- «Собака на сіні» Лопе де Веґи (1949)
- «Трактирниця» К. Ґольдоні (1949)
- «Легенда про любов» Н. Хікмета (1952)
- «Ліззі Маккей» Ж.-П. Сартра (1956)

## Ролі
- Хлестаков («Ревізор» М. Гоголя)
- Чацький («Лихо з розуму» О. Грибоєдова)
- Фердінанд («Підступність і кохання» Ф. Шіллера)